# Saint-Pierre-Chérignat
Saint-Pierre-Chérignat este o comună în departamentul Creuse din centrul Franței. În 2009 avea o populație de 176 de locuitori.

## Evoluția populației
| An        | 1975 | 1982 | 1990 | 1999 | 2006 | 2009 |
| --------- | ---- | ---- | ---- | ---- | ---- | ---- |
| Populație | 257  | 219  | 218  | 186  | 160  | 176  |